# Contrada Lorì
La Contrada Lorì è un gruppo musicale folk fondato ad Avesa nel 2012.

## Storia del gruppo
La Contrada Lorì nasce nel 2012 dall'idea del musicista Roberto Rizzini, con l'obiettivo di riprendere e riproporre il repertorio musicale di tradizione orale della zona veronese e realizzare composizioni originali, ma sempre nel dialetto della città Scaligera.
Nel marzo del 2014 viene presentato ad Interzona il primo album Doman l'è festa, coprodotto con l'etichetta montanara Vaggimal Records con distribuzione Audioglobe. Nella serata, sullo stesso palco anche la band C+C=maxigross. In agosto 2014 la Contrada Lorì apre il concerto dei Modena City Ramblers, all'interno della rassegna Verona Folk.
A fine 2015 la Contrada Lorì presenta il suo secondo album Eviva il mar, prodotto da Are Zovo Musica e registrato in Calabria in una lunga session nel settembre del 2015. Tra gli ospiti: Alfredo Nicoletti, musicista, ricercatore e storico fondatore del Canzoniere Veronese ed il violinista popolare rodigino Marco Brancalion.
Nel 2016 La Contrada Lorì è ospite, con Mauro Ottolini e Virginia Viola, dell'orchestra multiculturale Mosaika in un concerto in Piazza dei Signori a Verona per l'inaugurazione della Festa dei Popoli 2016.
Nell'agosto 2017 la Contrada Lorì accompagna dal vivo con le sue canzoni lo spettacolo teatrale Giulieta e Romeo - Shakespeare vs Barbarani, coprodotto con Mitmacher per la regia di Stefano Scherini.
Nell'estate del 2018 la Contrada Lorì è finalista del Folkest, International Folk festival di Spilimbergo. La serata della finale, vinta dalla formazione piemontese La Quadrilla, ha avuto come ospite Shel Shapiro.
Nel film Adige, via d'acqua, diretto da Alessandro Scillitani con Alessandro Anderloni, la Contrada Lorì ha composto e suona la colonna sonora. Il film riceverà il "Premio Terre Vive - Log to Green per il miglior film ecosostenibile" al Film Festival della Lessinia (edizione 2018).
A maggio 2019 La Contrada Lorì partecipa al Festival Biblico di Vicenza, condividendo il palco con la violoncellista Julia Kent.
Nel mese di luglio 2019 esce Cicole Ciacole, il terzo album della band, prodotto ancora una volta in collaborazione con Are Zovo Musica. È un lavoro di studio che ospita numerosi musicisti, in cui due canzoni sono cantate dalla cantante e ricercatrice Grazia De Marchi, storica voce del Canzoniere Veronese e del Nuovo Canzoniere Veronese. Il disco è arricchito dalla presenza del trombonista jazz Mauro Ottolini che suona le conchiglie nella canzone Amore e Cante.
Nel gennaio 2020 la Contrada Lorì è ospite della trasmissione 98 comuni trasmessa da Telearena, condotta da Valentina Burati, nella puntata dedicata ad Avesa.
A maggio del 2020 tutta la discografia della band viene pubblicata sulle piattaforme di streaming e per l'occasione viene presentato il video di Cicole e Ciacole. A luglio dello stesso anno la Contrada Lorì partecipa al Borago Day e sostiene l'iniziativa tesa a salvare l'oasi naturale della Val Borago.  Nell'edizione del Tocatì, il festival internazionale dei giochi di strada, la Contrada Lorì suona all'inaugurazione ufficiale, sul gommone lungo l'Adige e nel concerto serale.
Il 9 novembre 2020 viene presentato il nuovo video di Vien vien Giulieta, brano estratto dal secondo album, rielaborazione di una composizione scritta negli anni '50 e dedicato a Giulietta Capuleti . Il video è stato girato all'interno del cortile di Giulietta, sotto al celebre balcone della casa.
Nel mese di gennaio 2021 la Contrada Lorì partecipa alla prima puntata di Non siete soli, un format televisivo ideato da Paola Reani in onda su Telenuovo e Retenord e Telenuovo Padova.

## Formazione
- Roberto Nicolino - contrabbasso, voce
- Francesco Scardoni  - voce
- Massimo Florio - fisarmonica, voce
- Paolo Marocchio - mandolino, chitarra, voce, paroliere, compositore
- Andrea Trevisan - chitarra, voce
- Federico De Vittor - pianoforte, vibrandoneon, voce, percussioni
- Ester Wegher - violino, voce
- Turopero - violoncello, paroliere, compositore

### Componenti passati
- Roberto Rizzini - chitarra, voce, pianoforte, parolierie, compositore (2012-2015)
- Andrea Pomarolli - fisarmonica, voce (2012-2014)
- Federica Galia - violino, voce (2013-2016)

## Discografia

### Album in studio
- 2014 – Doman l'è festa
- 2015 – Eviva il mar
- 2019 – Cicole ciacole

### Partecipazioni
- 2015 – La Verona bene - Vol. 3[19]

## Videografia
- Mi son de Avesa
- Doman l'è festa
- Cicole Ciacole
- Vien vien Giulieta

## Radio e Tv e Film
- Rai Radio 3  (2014) 6 Gradi - puntata del 16 Luglio 2014
- Rai Radio 3  (2018) Tre Soldi - I ritornanti, di Jonathan Zenti, puntata 28/12/2018[20]
- Adige, Via dell'acqua (2018), film di Alessandro Scillintani
- Rai 3 (2018) suonare@folkest, serata finale
- RTV Slovenija (2018) Suonare@folkest, serata finale
- TeleArena (2020) 98 Comuni - puntata 31/01/2020[21]
- Rai Storia (2020) Italia: Viaggio nella Bellezza - Il Patrimonio in Gioco - L'eredità immateriale dei giochi tradizionali 28/12/2020[22]

## Pubblicazioni
- 2018 - Andrea Leone Pizzighella - Hyperlocal Language Revalorization in Verona, Italy[23]

## Riconoscimenti
- Doman l'è festa - candidato nella sezione Miglior Album Dialetto Premio Tenco 2014[24]
- Eviva il mar - candidato nella sezione Miglior Album in Dialetto Premio Tenco 2015[25]
- Folkest 2018 - International Folk Festival - Finalisti[26]